# Neocossyphus rufus
El zorzal colirrufo (Neocossyphus rufus) es una especie de ave paseriforme de la familia Turdidae que habita en África. 

## Distribución y hábitat
Se encuentra en las selvas tropicales del África ecuatorial, distribuido por Camerún, Gabón, Guinea Ecuatorial,  Kenia,  República Centroafricana, República del Congo, República democrática del  Congo, Somalia, Tanzania y Uganda.